# Ingegneria senza frontiere
Ingegneria Senza Frontiere (ISF), è una rete di associazioni che si propone di creare uno spazio di progetto comune a "Nord" e a "Sud del mondo" in cui elaborare, realizzare e diffondere pratiche e tecniche ingegneristiche in grado di favorire la piena realizzazione di tutti gli individui e comunità umane.
È nata all'interno del mondo universitario, è composta principalmente da studenti, docenti, ricercatori, laureati ed operatori nel settore delle discipline tecnico-scientifiche, ed è aperta a tutti coloro che, riconoscendosi nella sua carta dei principi, desiderino collaborare al raggiungimento delle sue finalità.
Le associazioni ISF che la compongono sono associazioni senza fini di lucro che si professano indipendenti da qualsiasi governo, parte politica, interesse economico o credo religioso, e agiscono seguendo i principi della tolleranza e del rispetto fra le culture di ogni popolo, nella parità e nella reciprocità.
La collaborazione di ciascuno dei membri di ISF è esclusivamente volontaria, nel senso che l'attività da essi svolta a favore dell'associazione non viene da questa in alcun modo retribuita.
Nel novembre 2012, dopo un decennale percorso partecipato per costruire un'entità ISF nazionale, si è costituita Ingegneria Senza Frontiere - Italia, un'associazione di associazioni che raccoglie attualmente 14 associazioni ISF diffuse in tutta Italia (Torino, Trento, Genova, Modena, Pisa, Firenze, Ancona, Cagliari, Roma, Napoli, Salerno, Bari, Cosenza e Lecce).